# Peter Sheaf Hersey Newell

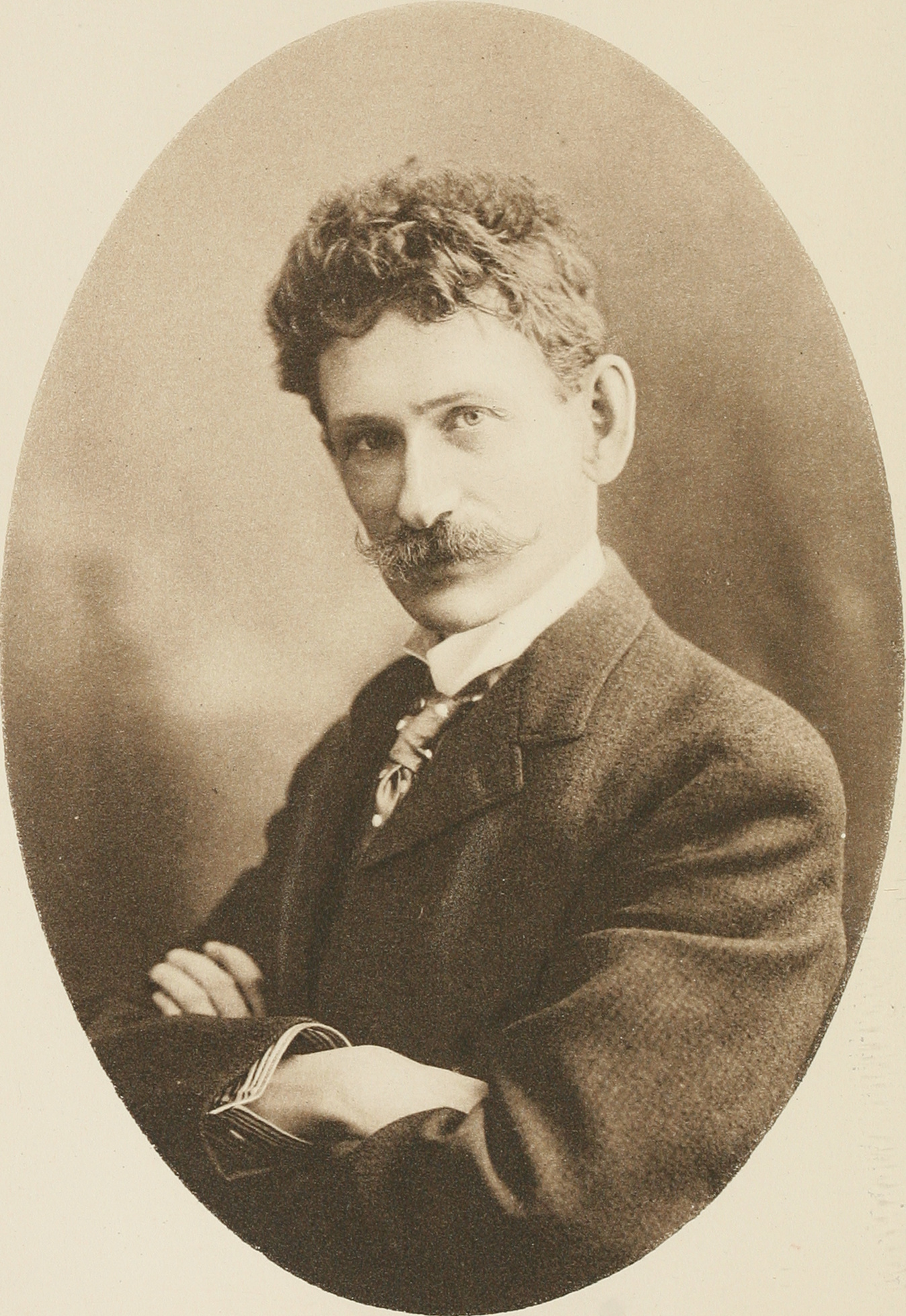
Peter Newell, vor 1902

Peter Sheaf Hersey Newell (* 5. März 1862 in McDonough County, Illinois; † 15. Januar 1924 in New York), bekannt als Peter Newell, war ein US-amerikanischer Kinderbuchautor, Illustrator und Comiczeichner.

## Leben
Peter Newell wurde als viertes Kind von George Frederick Newell und Louisa Dodge geboren. Seine Kindheit verbrachte er in Bushnell, einer kleinen Stadt im Westen von Illinois. Nach seinem Abschluss an der örtlichen High School 1880 zog Newell nach Jacksonville. Im Fotostudio Clendenon & Nicholsals retuschierte und kolorierte er Fotografien. Im Frühjahr 1883 zog er nach New York und schrieb sich an der Art Students League ein. Seine Illustrationen und Comics wurden in diesem Jahr im New York Graphic und in Harper's Bazaar veröffentlicht.
1884 kehrte Newell nach Illinois zurück und eröffnete ein Studio in Springfield. 1885 heiratete er Leona Dow Ashcraft, die er bei Clendenon & Nichols kennengelernt hatte. In den folgenden Jahren lebten die Newells abwechselnd im Winter in New York, wo Newell sein Studium an der Art Students League fortsetzte, und im Sommer in Illinois. Von 1887 bis 1893 folgten Umzüge nach Colorado City, Chicago, New York und Leonia (New Jersey) und die Geburt der drei Kinder Helen Louise (1887), Josephine (1889) und Clendenon Sheaf (1892).
1923 kauften die Newells ein Haus in Little Neck (Queens, New York) wo Peter Newell 1924, im Alter von 61 Jahren, starb.

## Werk
Newells Ruf als humorvoller Illustrator und Autor visueller Wortspiele war bereits in den 1890er Jahren gefestigt. Seit 1884 erschienen seine Comics, die mit kurzen, skurrilen Reimen versehen waren, regelmäßig in Harper’s Weekly, Harper's Bazaar, Harper's Monthly, Scribner's Magazine, The Saturday Evening Post und anderen Publikationen. 1905 engagierte ihn die Chicago Tribune als Comiczeichner. Im Lauf seiner Karriere wurde Newell einer der bekanntesten Illustratoren seiner Zeit und illustrierte unter anderem Lewis Carrolls „Alice im Wunderland“.
Berühmt machte Newell Wild Flowers, die Comics erschienen ab August 1893 in Harper’s Monthly. 1903 verlegte Harper mehrere dieser Comics zusammengefasst in einem Band unter dem Titel Peter Newell's Pictures and Rhymes.
Peter Newell blieb während seiner gesamten künstlerischen Karriere freischaffend tätig. Er gestaltete über vierzig Bücher und illustrierte fast zweihundert Zeitschriftenartikel von Autoren wie John Kendrick Bangs, Stephen Crane, Philip Curtiss, Burges Johnson, Frank Stockton und Mark Twain. Bekannt wurde Newell über seine ungewöhnlichen Kinderbücher, die er konzipierte, schrieb und illustrierte: Topsys & Turvys (1893 und 1894), A Shadow Show (1896), The Hole Book (1908), The Slant Book (1910) und The Rocket Book (1912). Diese Bücher waren Vorbilder für heutige Kinderbücher in Sonderformaten, wie zum Beispiel Pop-up-Bücher oder Eric Carles The Very Hungry Caterpillar (dt. Die kleine Raupe Nimmersatt).

Titelseite: The Rocket Book von Peter Newell, 1912

### Topsys & Turvys
In Topsys & Turvys spielt Newell bereits 1893 auf der Text- und Bildebene mit dem Drehen des Buches. Die Geschichte entfaltet ihren Sinn, wenn das Buch um 180° gedreht wird und die Illustrationen – als Umkehrbilder oder Oben-Unten-Bilder – einen zweiten Blick preisgeben. Jahre später sollte der Comiczeichner Gustave Verbeek mit seinen „Upside Down“ Comics in den Zeitungsbeilagen damit berühmt werden.

### The Slant Book (dt. Das schiefe Buch)
Das schiefe Buch hat die Form eines Parallelogramms, ein ungewöhnliches Buchformat ohne rechten Winkel. Der Text in Reimen ist jeweils auf der linken Seite geneigten gesetzt, die Illustration steht auf der rechten Seite. Die Geschichte: Ein Kindermädchen lässt den Kinderwagen mit dem kleinen Bobby auf einer steilen Straße aus Versehen los. Der Kinderwagen macht sich selbstständig. Bobby findet das natürlich famos und jubelt auf allen Bildern und jeder Seite. Auf der rasanten Fahrt über 44 Seiten bleiben Menschen, Tiere und Objekte auf der Strecke. Einem Trommler zerschlägt es die Trommel, einer Eierverkäuferin fliegen die Eier um die Ohren, zwei Glasern zerspringt die Scheibe auf dem Weg zum Schaufenster und ein Polizist, ein Trödler, ein Malermeister und viele Andere erleben ihr blaues Wunder. Doch alles endet gut, mit dem jauchzenden Bobby auf einem Heuhaufen und einem verblüfft dreinschauenden Bauern.

### The Rocket Book

Innenseite: The Rocket Book von Peter Newell, 1912

In The Rocket Book zündet Fritz, der Sohn des Hausmeisters, im Keller eines Hochhauses eine Rakete. Die rast, einmal gezündet, durch alle zwanzig Stockwerke und stört den Alltag von zwanzig Familien in ihren Wohnungen. Im Dachstuhl wird die Rakete schließlich in einer Dose Sahne gestoppt. Das Besondere an diesem Buch: In jede Seite ist ein elliptisches Loch gestanzt, das den Flug der Rakete vom Keller bis zum Dachgeschoss zeigt.

### The Naps of Polly Sleepyhead (dt. Pollys Traumabenteuer)

Innenseite: The Rocket Book von Peter Newell, 1912

The Naps of Polly Sleepyhead war eine von 1906 bis 1907 in den Sonntagsbeilagen des New York Herald und der Chicago Tribune erschienene Comic-Serie. 2009 brachten der italienische Verlag orecchio acerbo und das deutsche Verlagshaus Jacoby & Stuart die Comic-Serie erstmals als Buchausgabe heraus. Anders als auf den Bilderbögen der Zeitungsbeilagen, sind im Buch die jeweiligen Folgen in Einzelbilder aufgeteilt und hintereinander gestellt. Auf der rechten Seite steht das Bild, auf der linken Seite steht der Text. Andreas Platthaus schrieb dazu in der F.A.Z.: „Und obwohl die Bilder eigentlich nicht in genau gleich großem Format gezeichnet waren, muss man konzedieren, dass dieses Verfahren dem Original gerecht wird, weil Newell noch nicht mit Sprechblasen gearbeitet hat, sondern das Geschehen tatsächlich klassisch als Begleittext anlegte, wie er es als Bilderbuchzeichner ja auch gewohnt war.“

## Veröffentlichungen
- Topsys & Turvys. Century Company Publisher, New York 1893[7]
- A Shadow Show. Century Company Publisher, New York 1896[8]
- Peter Newell's Pictures and Rhymes. Harper & Brothers, New York 1903.
- The Hole Book. Harper & Brothers, New York 1908.[9]
- The Slant Book. Harper & Brothers, New York 1910. Deutschsprachige Ausgabe: Das schiefe Buch. Übersetzung: Roger Willemsen, Bajazzo Verlag, Zürich 2007, ISBN 978-3-907588-88-8.
- The Rocket Book. Harper & Brothers, New York 1912.
- Pollys Traumabenteuer. Aus dem Englischen von Edmund Jacoby. Verlagshaus Jacoby & Stuart, Berlin 2009, ISBN 978-3-941087-61-3.